# Johann von Schaesberg
Johann von Schaesberg (* vor 1542; † 28. Juni 1579) war Oberhaupt des niederrheinischen Adelsgeschlechtes von Schaesberg.

## Leben

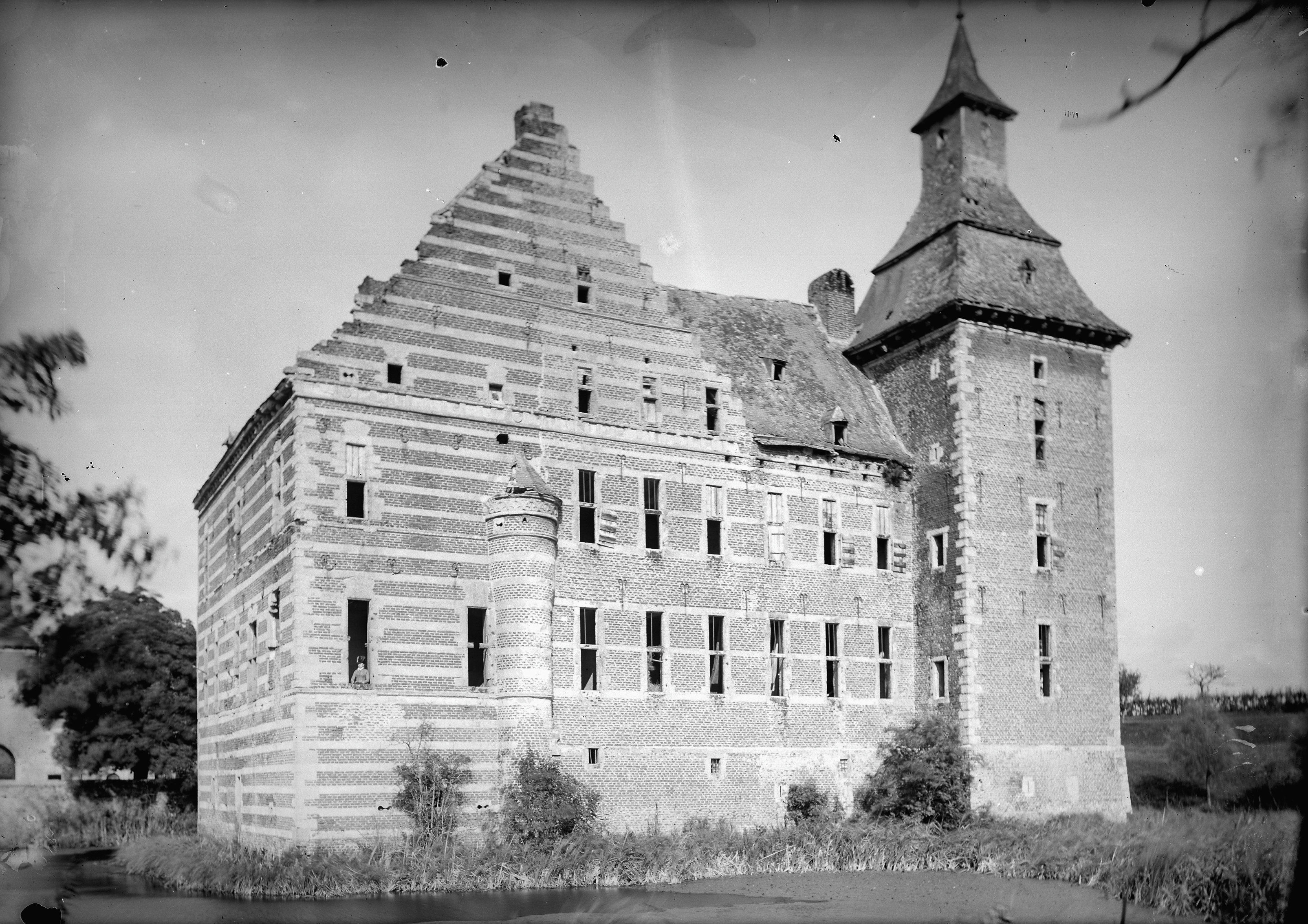
Schlossruine Schaesberg (1888)

Er heiratete am 7. Februar 1542 Agnes von Eynatten. Aus der Ehe gingen acht Kinder hervor. Catharina, Maria, Margaretha, Friedrich, Anna, Johanna, Agnes und Wilhelm. Sein erstgeborener Sohn Friedrich führte die Stammlinie weiter fort. Johann ließ im Jahre 1571 das Renaissanceschloss Schaesberg in der niederländischen Provinz Limburg erbauen.
Er verstarb am 28. Juni 1579.